# Hell in a Cell 2018
Hell in a Cell 2018 è stata la decima edizione dell'omonimo evento in pay-per-view prodotto annualmente dalla WWE. L'evento si è svolto il 16 settembre 2018 all'AT&T Center di Dallas (Texas).

## Storyline
A SummerSlam, The Miz ha sconfitto Daniel Bryan grazie ad una scorrettezza e aiutato dalla moglie Maryse. Nella successiva puntata di SmackDown del 21 agosto The Miz e Maryse hanno preso in giro il ritiro di Daniel Bryan (avvenuto due anni prima), scaturendo così l'ira dello stesso Bryan e della moglie Brie Bella. La General Manager di SmackDown Paige ha dunque sancito che ad Hell in a Cell Bryan e Brie avrebbero affrontato The Miz e Maryse in un Mixed Tag Team match.
A SummerSlam, il match fra AJ Styles e Samoa Joe valevole per il WWE Championship di Styles è terminato con la vittoria di Joe per squalifica (senza tuttavia il cambio di titolo) a causa della brutalità di Styles. Nella successiva puntata di SmackDown del 21 agosto Joe ha attaccato Styles durante un'intervista sullo stage, continuando a mancare di rispetto alla sua famiglia. Il 24 agosto è stato sancito il rematch fra i due a Hell in a Cell.
A SummerSlam, Ronda Rousey ha sconfitto Alexa Bliss conquistando il Raw Women's Championship per la prima volta. Nella puntata di Raw del 27 agosto è stato annunciato il rematch fra le due per il titolo ad Hell in a Cell.
A SummerSlam, Charlotte Flair ha sconfitto la campionessa Carmella e Becky Lynch in un Triple Threat match conquistando così lo SmackDown Women's Championship per la seconda volta; nel post match, però, Becky ha effettuato un turn heel attaccando brutalmente la neo-campionessa. Nelle settimane successive, le due si sono ripetutamente confrontate sino all'annuncio di un match fra loro due per lo SmackDown Women's Championship a Hell in a Cell.
Nella puntata di Raw del 3 settembre Dolph Ziggler e Drew McIntyre hanno sconfitto il B-Team (Bo Dallas e Curtis Axel) conquistando il Raw Tag Team Championship. La settimana dopo Ziggler e McIntyre hanno difeso con successo i titoli contro il B-Team ma sono stati attaccati da Dean Ambrose e Seth Rollins, portando il General Manager temporaneo Baron Corbin a sancire un match per i titoli di coppia di Raw fra i due team a Hell in a Cell.
Nella puntata di SmackDown del 21 agosto Kofi Kingston e Xavier Woods del New Day hanno sconfitto i Bludgeon Brothers (Harper e Rowan) in un No Disqualification match, conquistando così lo SmackDown Tag Team Championship per la terza volta. Il 26 agosto la General Manager Paige ha annunciato due Triple Threat match, con i vincitori che si sarebbero affrontati per determinare gli avversari del New Day a Hell in a Cell per lo SmackDown Tag Team Championship; Cesaro e Sheamus hanno vinto il primo Triple Threat match sconfiggendo i Colóns (Primo Colón e Epico Colón) e Luke Gallows e Karl Anderson, mentre i Rusev Day (Aiden English e Rusev) hanno vinto il secondo incontro sconfiggendo i Sanity (Eric Young e Killian Dain) e gli Usos (Jimmy Uso e Jey Uso). English e Rusev hanno poi prevalso su Cesaro e Sheamus nella puntata di SmackDown dell'11 settembre, e nel Kick-off di Hell in a Cell affronteranno il New Day con in palio lo SmackDown Tag Team Championship.
A Backlash, Jeff Hardy ha difeso con successo lo United States Championship contro Randy Orton. A Extreme Rules, Hardy ha perso il titolo contro Shinsuke Nakamura e, nel post match, è stato brutalmente attaccato da Orton. Nella rivincita titolata fra Nakamura e Hardy, Orton ha nuovamente interferito attaccando violentemente Hardy. Nella puntata di SmackDown del 28 agosto Hardy ha dunque sfidato Orton ad un Hell in a Cell match nell'omonimo evento.
A SummerSlam, Roman Reigns ha sconfitto Brock Lesnar conquistando così l'Universal Championship. Nella puntata di Raw successiva Reigns ha difeso con successo il titolo contro Finn Bálor e, grazie all'aiuto di Dean Ambrose e Seth Rollins (riformando dunque lo Shield), è riuscito ad evitare l'incasso del Money in the Bank da parte di Braun Strowman. La settimana successiva, Strowman ha comunicato di voler incassare la sua opportunità titolata ad Hell in a Cell in un match omonimo contro Reigns per il WWE Universal Championship; il 10 settembre, a Raw, è stato annunciato inoltre che Mick Foley avrebbe preso parte all'incontro nelle vesti di arbitro speciale.

## Risultati
| #       | Match                                                                         | Stipulazioni                                                                                | Durata |
| ------- | ----------------------------------------------------------------------------- | ------------------------------------------------------------------------------------------- | ------ |
| Kickoff | Il New Day (c) (con Xavier Woods) ha sconfitto Aiden English e Rusev          | Tag team match per il WWE SmackDown Tag Team Championship                                   | 08:55  |
| 1       | Randy Orton ha sconfitto Jeff Hardy                                           | Hell in cell match                                                                          | 24:50  |
| 2       | Becky Lynch ha sconfitto Charlotte Flair (c)                                  | Single match per il WWE SmackDown Women's Championship                                      | 13:50  |
| 3       | Dolph Ziggler e Drew McIntyre (c) hanno sconfitto Dean Ambrose e Seth Rollins | Tag team match per il WWE Raw Tag Team Championship                                         | 24:52  |
| 4       | AJ Styles (c) ha sconfitto Samoa Joe                                          | Single match per il WWE Championship                                                        | 19:00  |
| 5       | The Miz e Maryse hanno sconfitto Daniel Bryan e Brie Bella                    | Mixed tag team match                                                                        | 13:00  |
| 6       | Ronda Rousey (c) (con Natalya) ha sconfitto Alexa Bliss (con Mickie James)    | Single match per il WWE Raw Women's Championship                                            | 12:02  |
| 7       | Roman Reigns (c) vs. Braun Strowman è terminato in no-contest                 | Hell in a cell match per il WWE Universal Championship con Mick Foley come arbitro speciale | 24:10  |